# 奈特森
奈特森是德国莱茵兰-普法尔茨州的一个市镇。总面积5.64平方公里，总人口787人，其中男性394人，女性393人（2011年12月31日），人口密度140人/平方公里。